# Le Pont-de-Beauvoisin, Savoie
Le Pont-de-Beauvoisin är en kommun i departementet Savoie i regionen Auvergne-Rhône-Alpes i sydöstra Frankrike. Kommunen ligger i kantonen Le Pont-de-Beauvoisin som tillhör arrondissementet Chambéry. År 2022 hade Le Pont-de-Beauvoisin 2 106 invånare.

## Befolkningsutveckling
Antalet invånare i kommunen Le Pont-de-Beauvoisin
| Referens: INSEE |